# Иден (Северна Каролина)
Иден (енгл. Eden) град је у америчкој савезној држави Северна Каролина.

## Демографија
По попису из 2010. године број становника је 15.527, што је 381 (-2,4%) становника мање него 2000. године.
| Група             | 2000.          | 2010.          |
| Белци             | 11.819 (74,3%) | 10.661 (68,7%) |
| Афроамериканци    | 3.524 (22,2%)  | 3.701 (23,8%)  |
| Азијати           | 49 (0,3%)      | 105 (0,7%)     |
| Хиспаноамериканци | 372 (2,3%)     | 753 (4,8%)     |
| Укупно            | 15.908         | 15.527         |